# مات أيتش
مات أيتش (بالإنجليزية: Matt Aitch)‏ مواليد 21 سبتمبر 1944 في سانت لويس - الوفاة 04 أبريل 2007، كان لاعب كرة سلة أمريكي. بدأ مسيرته الاحترافية في سنة 1967. تم اختياره من قبل فريق ديترويت بيستونز خلال الدرافت. حمل الرقم 45. بلغ طوله 6 قدم 7 بوصة (2.0 م). اعتزل اللعب في 1968.

## روابط خارجية
- مات أيتش على موقع سبورتس رفرنس (الإنجليزية)
- مات أيتش على موقع كلية كرة السلة في سبورتس رفرنس.كوم (الإنجليزية)
- مات أيتش على موقع ريلجم (الإنجليزية)